# Ellerbeck
Ellerbeck – wieś w Anglii, w hrabstwie North Yorkshire, w dystrykcie (unitary authority) North Yorkshire. Leży 49 km na północ od miasta York i 328 km na północ od Londynu.